# Іркутська губернія
Ірку́тська губе́рнія — губернія Російської імперії і РРФСР (СРСР) у 1764—1926 роках. Губернське місто — Іркутськ. У 1900 році складалася з п'яти округів і одного повіту.

## Коротка історична довідка
У 1708 році ліквідували Сибірський приказ і утворили Сибірську губернію (від Вятки до Камчатки). У 1764 році Сибірська губернія була перейменована в Сибірське царство, яке поділялося на Тобольське та Іркутське генерал-губернаторства. У 1805 році з Іркутської губернії була виділена Якутська область. У 1851 році з Іркутської губернії виділена й утворена самостійна Забайкальська область.
Після Лютневої революції 1917 року Іркутське генерал-губернаторство, в яке входили Іркутська і Єнисейська губернії, Забайкальська і Якутська області, припинило своє існування. 15 серпня 1924 року територія Іркутської губернії була поділена на 3 округи — Іркутську, Тулунську, Киренську і 2 промислових райони — Черемховський і Бодайбинський. 25 травня 1925 року постановою ВЦВК був утворений Сибірський край. Іркутська губернія увійшла до його складу.
28 червня 1926 року постановою ВЦВК Іркутська губернія була ліквідована, а на її території створено 3 округи — Іркутську, Тулунську і Киренську.

## Географія

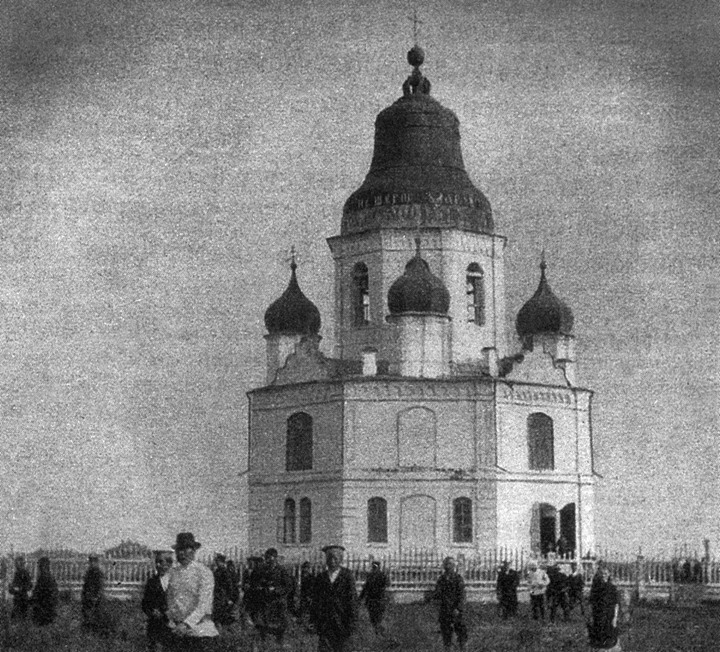
Один із православних храмів Іркутської губернії

### Географічне положення
Іркутська губернія була розташована в Східному Сибіру, між 51° і 62° 30' пн. ш. і 96° і 107° сх. д., більша площею ніж Франція чи Німеччина: за вимірами Стрельбицького, в ній 743 496 км², в тому числі під водами озера Байкал 17 120 км² і під островом Ольхон 626 км². Найбільша довжина Іркутської губернії від південного заходу до північного сходу сягає до 1390 км при ширині до 700 км верст. Межі губернії: на півночі і частково на північному сході — Якутська, на сході і південному сході Забайкальская область, на півдні — Китайська імперія (Монголія), на заході — Єнісейська губернія.

### Рельєф
Загалом поверхня Іркутської губернії являла собою плоску височину з нахилом з півдня на північ, яка була оперезана з південного заходу, півдня і сходу гірськими хребтами, серед яких у південно-східній околиці губернії лежить велика глибоководна западина — озеро Байкал. Терасовидне зниження цієї плоскої височини обумовлено найдавнішим зрушенням, яке відокремило більшу частину займаної їй площі від лежачого на південному сході високого Забайкальського плоскогір'я, а на північному заході від нижчої тераси, що знаходиться в середній частині Єнісейської губернії. Зокрема ж площа Іркутської губернії складалася: з гірської альпійської країни з розбіжними від неї ланцюгами гір, плоских височин і прирічкових долин — двох головних водних артерій — Ангари і Олени та їх приток. Гори, що знаходяться в Іркутській губернії, належать двом головним хребтах — Саяну і Байкальським горам; із них перший, заповнюючи своїми відрогами південь губернії, має альпійський характер і, входячи в межі Іркутської губернії, у південно-західній її частині, у верхів'ях річок Бірюса і Уди, направляється з північного заходу на південний схід — то одним ланцюгом, шириною від 15 до 20 верст, то декількома паралельними ланцюгами, розділеними глибокими і вузькими ущелинами гірських річок, причому ширина хребта доходить до 50 верст. Середня висота головних вершин Саян 2300 м над поверхнею моря, з окремими його вершинами до 2600 м, а на кордоні з Монголією лежить найвищий його голець — Мунку-Сардик, тобто срібна гора, вічно покрита снігом на вершині, яка досягає до 3500 м. На північному схилі цього гольця від вершини і протягом 4 км спускається подвійний льодовик, простягнувши свої кінцеві морени до озера Ехой. Загальний безлад в розташуванні гір Саяна, розрізнених глибокими долинами і дикими ущелинами, з швидкими водними потоками, конічні, кам'яні вершини гольців, позбавлені будь-якої рослинності, складають характерні риси головного ланцюга хребта, на вершинах якого сніг зникає від червня до серпня. У глибоких же гірських потоках, звернених на північ — сніг іноді лежить протягом усього літа. Починаючи від центральної осі Саянського хребта, на північ йде поступове зниження його відрогів — до долини р. Ангари, яка, однак же, біля гирла р. Білій лежить ще на висоті 1200 футів над рівнем океану. Зниження гір Саян йде наче уступами: за найбільш високим поруч гольців йде другий ряд їх, з більш м'яким обрисом вершин гір, вкритих вже лісом, далі йде — третій ряд, ще меншої висоти тощо, Всі ці гори йдуть то паралельно один до одного, то взаємно перетинаючись. В межах Іркутської губернії від Саян відокремлюється чимало хребтів, які можуть вважатися загалом самостійними: у південно-західномц куті губернії, на її кордоні, біля витоків р. Бірюса, частина Саянського хребта носить назву — Бірюсінских гір, що досягають до 6200 футів абсолютної висоти. Далі йде в південно-східному напрямку головна частина Саяна, Ергік-Таргак-Тайга, яка має досить складний рельєф. Від гірського вузла Тарасхан-Дабан, в верхів'ях р. Ії, починаються два хребта, що йдуть на північ: Куйтун-Хардин і інший хребет, який не має назви. У Джунбулукського вузла, де лежить згаслий кратер Хукушка (Чашки) з потоками лави, яка колись вилилась, протягом 20 км, бере початок високий, скелястий кряж до 2200 м, що йде між pp. Хойт-Окою і Окою. Потім від вузла Нуку-Дабана, що піднімається до 2300 м і становить північний відріг Мунгу-Сардик, розходяться віялом: а) Ідінські гори, між pp. Окою і Білою; б) Китойські альпи, між руслами рек Білій і Кіто; в) Тункинські белки, які супроводжують з півночі долину р. Іркут; паралельно ж їм йде ланцюг гір, що обмежує з півдня долину Іркут, носить назву Гурби-Дабана і, зберігаючи складний рельєф Саяна, розгалужується на багато гірських кряжів, що відрізняються в геологічному і фауністичному сенсі від Саяна. Нарешті, в південно-східній частині губернії знаходиться Ургульдейскій вузол, який лежить біля витоків рр. — Зон-Мурина, притоки річки Іркут і Джиди, яка впадає в річку Селенгу; від цього вузла направляється на схід високий ланцюг гір (2300 м абсолютної висоти), що носить назву Хамар-Дабана, що становить одну з найбільших висот, що лежать у південно-західному куті Байкалу і взагалі Прібайкальскіх гір. З гірських перевалів в Саяні найвідоміші і найзручніші:
- Гірський прохід — Про-Сарим, що лежить на висоті 1860 м, в верхів'ях річки Ханги, притоки річки Іркут.

Далі на північний захід лежать:
- Перевал Нарин-Хоройскій,
- Урюк-Дабан,
- Тенгіз-Дабан,
- Торос-Дабан і
- Мустаг-Аршай;

з них перший і третій служили для перегону худоби з Монголії в місто Іркутськ і для доставки з останнього мануфактурних товарів в Монголію. Другу групу гір Іркутської губернії становили Байкальські, що піднімаються з витоків рік Олени і Кіренги до найбільшої висоти в 1830 футів і складаються з ланцюгів: Приморського і Онотского. Плоска височина, на яку спирається гірська альпійська країна Саяна, займає всю північ і північний захід Іркутської губернії, маючи здебільшого висоту від 460 до 600 м. Нижній уступ цього плоскогір'я, що представляє найменш підвищену частину (до 800 футів абсолютної висоти) губернії, знаходиться в північно-західній її частині, за течією pp. Нижньої Тунгуски і Лєни, біля кордонів Якутській області. Зустрічаються на цьому плоскогір'ї значні нерівності ґрунту, які є наслідки розмиву і утворення річкових долин; з цих невисоких вододільних хребтів відомі в губернії: Березовий, Ілімський, Тунгуський та інші. Найбільша рівнина знаходиться за течією річки Ангари, маючи кордоном лінію, що йде приблизно від Іркутська на річку Китой, звідси до річки Білої до гирла річки Залари, потім перетинає середню течію річки Кади і направляється на північний схід на річку Ангару, де, перейшовши на правий її берег, закінчується; але і ця рівнина в багатьох місцях холмиста. Крім цієї рівнини, в Іркутській губернії були ще дві: одна між ріками Окою і Удій, інша, більш піднесена і безлісна, що носить назву «Братського степу», тягнеться уздовж Якутського тракту до пристані Качугского на річці Лені.

### Геологія
Геогностичний склад ґрунту Іркутської губернії за своєю різноманітністю заслуговує на особливу увагу. Осадові породи, що відносяться до пізніших сучасним відкладень, складаються з озерно-річкових галькових і піщано-глинистих наносів, знаходяться всюди в річкових долинах і нерідко облямовують у вигляді валу берега озер; алювій зустрічається часто на схилах і навіть на вершинах гір; сипучі піски знаходяться в різних місцях губернії, але невеликими ділянками.
З давніших потретічних відкладень в південно-західній частині Байкалу, місцями в Саянах і у всій Тункінській улоговині знаходили лісові. У долині річки Ангари знайдені з постпліоценових пластів: галькові наноси, льоссовидний шаруватий суглинок і льос; потретічні відкладення зустрічаються ще: по річці Кам'янці і в західній частині губернії — за течією річок Оки, Кімільтейкі, Уди та інших. У східній частині Іркутської губернії, в верхів'ях річки Лени і її приток, а також за течією річок Ангі і Бугульдейкі знаходяться наноси — глинисто-піщані або гравійні; крім того, в Ленській долині сильно розвинені однорідні червоноколірні наноси і льос. У потретічних наносах знайдені залишки товстошкірих тварин, які колись водилися в цій місцевості: первісного бика, зубра, різних оленів і антилоп.
Породи третинної системи мають незначне поширення в Іркутській губернії. З осадів мезозойської ери в той час була знайдена тільки юрська формація в південній частині губернії, що тягнеться смугою близько 100 верст в ширину, від озера Байкал до міста Нижньоудинськ; її осади (на девонських червоних пісковиках або на верхньосилурійському вапняку) складаються зі сланцюватої глини і мергелів, з пісковиків з прошарками бурого вугілля і місцями з вапняку і кременистого сланцю. З осадових порід палеозойської (первинної) епохи найпоширенішими в губернії системами є кам'яновугільна, девонська і силурійська, які від прориву Ангари з озера Байкалу йдуть широкою смугою вздовж ангари майже до північного кордону Балаганського повіту; зустрічаються також в вододілі річок Ангари і Олени, а в долині останньої, породи девонської системи мають відносно інших більш значне поширення і складаються з червоних пісковиків, мергелів і глин. Породи девонської системи знаходяться: в Тункінських Альпах, на правому березі річки Ангари, трохи вище міста (нині селища міського типу) Балаганськ, по всій долині річки Оси, потім, перейшовши на лівий берег Ангари, тягнуться за течією річок Унгі, Ії і Оки і до впаданні останньої в Ангару — по обох берегах останньої. Вони супроводжують верхню течію річки Олени до міста Кіренська, за яким вже йдуть червоні пісковики силурійської системи по правому березі Лени до станції Дарінскої, а на лівому березі знаходиться верхньосилурійськими вапняк.
Давніші осадові відкладення — кембро-силурійскої системи, — відрізняються значною товщиною своїх пластів (до 760 м), сильно поширені в гористих частинах Іркутської губернії, причому верхній ярус складають виключно вапняки, що знаходяться в північно-західному схилі Онотского хребта, у багатьох місцях на Олені, на річці Ангарі (близько Усолья), від гирла річки Білій до Балаганська, тощо. Нижній ярус кембро-силурійської системи складається з глинистих і сероваккових сланців і пісковиків, які головним чином знаходяться в Саянах — в верхів'ях річок Іркут, Оки, Бутогола, Джанбулака та інших, потім в Онотском хребті і частково в Приморському — Байкальських горах і інших місцях. Кристалічні породи, що відносяться до архейської (Лаврентіївської) системи, становлять всі гребені головних хребтів — Саяна, Тункинських альп, Байкальських гір. Ці породи утворюють два яруси: верхній складається з почергових шарів доломіту або кристалічного вапняку з польовошпатовими породами, а нижній ярус — частіше всього з гнейсів, граніту, гранито-сієниту і хлоритових сланців. Пласти зігнуті в ряд складок, нерідко перекинуті і притиснуті один до одного. Простягання складок в південній частині губернії в Саянах і Тункинских альпах в напрямку захід-південний захід — схід-північнийсхід, в Східному Саяні з захід-південного заходу на північний захід, а в Байкальський горах з захід-південного заходу на схід-північний схід; понад те, в останніх зустрічаються антиклінальні перегини пластів. Кристалічні породи поширені і в інших гірських частинах Іркутської губернії, так, наприклад, в долині річки Ангари нижче впадання в неї річки Оки граніти утворюють всі значні Ангарські пороги. Менше за інших кристалічних порід в губернії поширені — діорити і серпентини; діабази знаходяться головним чином в західній та північно-західній частинах губернії і в долині річки Тунгуски. Базальти мають більш значне поширення, вони зустрічаються: на схилі Мунгу-Сардик, у Хангінскої варти і у Тунки — за течією Іркута, південно-західної частини озера Байкалу, між річками Слюдянка і Талою, в нижній течії Іліму, за течією річки Ангари, між тим як по притоках її зустрічаються частіше вулканічні туфи, а також обсидіани і пемза; нарешті, в Тункінській улоговині знаходяться лавові пагорби, а в еловській відрозі і інших місцях — потоки лави: все це вказує, що тутешня місцевість була колись центром сильної вулканічної діяльності, що виявляється нині в досить частих землетрусах в Іркутську.

### Корисні копалини
Іркутська губернія була багата на корисні копалини, але на золото була біднішою за сусідні губернії; найбагатіші її золотоносні копалини перебуваюли в південно-західній її частині, за системою річки Бірюса, в Нижньоудинському повіті, де в 1892 році на 21 копальні намито 387 кг золота. Три копальні розроблялися ще в Киренському повіті, по річкам Нерпь і Джалогун, де в 1890 році було намито 34 кг золота. Бідні за змістом копальні, що нині не розробляються, знаходяться по річках, що впадають в Байкал, і по верхніх притоках річки Лени, в Верхоленському повіті. Високої якості графіт добувався на Ботугольскому гольці (до початку XX століття розробку його було залишено) і на острові Ольхоні. Буре вугілля було знайдено у багатьох місцях: поблизу міста Іркутська в берегових схилах Ангари, по річках Іркут, Куде, Ушаковка, в декількох місцях Балаганського повіту, найцікавішими є поклади кам'яного вугілля на річці Ока; але втам вугілля ніде не видобувалося. Залізна руда зустрічалася в багатьох місцях губернії, але розроблялася тільки при впадінні річки Оки в Ангару, на Миколаївському залізоробному заводі. Залізний купорос знаходили біля села Зиминского, на правому березі річки Оки і в горі Желтуні-Тонг.
Соляні джерела були: у 72 км від міста Іркутськ, на річці Ангарі, по річці Ілім і в чотирьох верстах від берега річки Лени, на річці Куте. У цих місцях на чотирьох варницях видобуто в 1892 році кухонної солі на суму 170 929 рублів. Крім того, були відомі соляні джерела: на річці Таганці, що впадає в річку Оку, в верхів'ях річки Унгі, притоки річки Ангари, в долині річок Куди і Білой, неподалік села Вузький Луч і на острові посеред річки Ангари, що лежить вище Балаганська. Глауберова сіль (гуджір) знаходилась в невеликих озерах у північно-західних берегів Байкалу, між річками Ангой і островом Ольхон. Селітряне багно — по річці Талой, поблизу села Тунки. З мінеральних джерел були найвідоміші: Туранський — у Ніловій пустелі, на річці Ухе-Угун, в 270 км від Іркутська, мали температуру до 45 °С. Аршан-Су — вуглекисле джерело, в 42 км від Туранської варти.
Гіпс знаходився: у верхів'ях річки Оси, по річці Ангарі, вище Балаганська, на правому березі річки Унгі і її притоки Улєй; випалювання вапна проводилося в багатьох місцях губернії. Каолін і біла глина видобуваються в верхів'ях річки Ойока. Вогнетривка глина знаходилася по річці Білій, біля села Бадайське, а цегляна — у багатьох місцях губернії. Вогнетривкий камінь був знайдений по річці Анге (притока Байкалу) і в 10 верстах від селища Братський Острог. Польовий шпат і кварц для скляних заводів добувалися в Прибайкальских горах, поблизу Улан-Нурського мису і по річкам Мала Бугульдейке і Єланці. Жерновий камінь — по річці Асі Другій і на правому березі Ангари, біля села Янди. Точильний камінь — між станціями Ользоновська і Баендаєвська Якутського тракту. Білий дрібнозернистий мармур — по річці Слюдянці, що впадає в Байкал. Кольорові камені зустрічалися більше всього в південно-східній частині губернії: Лазурит — по річці Слюдянці; гранат — по річці Мала Бистра; Амазоніт, Стено і польовий шпат малинового кольору — по річці Велика Бистра. Слюда, змійовик, тальк, хондродіт, діопсид — по річці Талой; блакитний вапняковий шпат, рожевий кварц, тремоліт, чорний шерл та інші — по річці Слюдянці. Чорна слюда, зелений апатит — в западині Улунтуй; нефрит в верхів'ях річки Бєлой, в Китойских Альпах.

### Гідрографія
Іркутська губернія була рясно зрошена водами; перше місце по кількості води належало озеру Байкалу, яке складало природні кордон губернії на південному сході. Крім нього, в губернії не було великих озер. Майже всі річки Іркутської губернії належали, головним чином, двом річкових басейнах — Єнісейського і Ленського. До Єнісейської системі належали 3 Тунгуски: Верхня, або Ангара, Підкам'яна і Нижня, з їх притоками.
Ангара і Лена — дві головні водні артерії, що мали важливе значення в економічному житті краю; Ангара була водним шляхом на заході і служила для сплаву хліба на промисли Єнісейської губернії та інших товарів, а Лена грала ще більшу роль в доставці хліба і мануфактурних товарів в Якутський край. Вододіл Ангаро-Ленський, проходячи верстах в 70-100 від кожної з цих річок, обумовлює цим незначність правих приток Ангари і лівих — Олени. Найбільші притоки Ангари вливаються в неї зліва, несучи свої води з більш віддалених альпійських місць Саяна; більш значні притоки Лени впадають в неї праворуч, збираючи свої води — в Байкальської, Ікатському, Північно-Муйському і в інших віддалених гірських хребтах. Ангара, вийшовши з Байкалу, перетинає Іркутську губернію в північно-північно-західному напрямку протягом близько 1000 км, причому глибина її по фарватеру від Байкалу до Іркутська від 3 до 5 сажнів. В Ангарі від Байкалу до м. Іркутська внаслідок швидкої течії води річка замерзає не раніше настання 30-градусних морозів — в кінці грудня, причому утворення льоду відбувається на дні річки. Взагалі Ангара дуже швидка, і наявні на ній пороги роблять судноплавство по ній вельми важкою справою.
Починаючи з впадання річки Оки, Ангара змінювала свою назву на Верхню Тунгуску. На цій ділянці протягом 75 км, один за іншим, в межах Іркутської губернії, знаходилися 7 порогів, з яких найц важливіші: Похмільний — тягнеться на 1 км, з падінням води до 7,5 м, П'янінський — довжиною в 1,6 км, падіння води 9,5 м, і Падун — при тій же довжині має падіння води до 16 м, причому у всіх цих порогах гранітна гряда підводних каменів йде на всю широчінь річки. З лівих приток Ангари найприкметніші річки Іркут, Китой, Біла, Ока — одна з найзначніших річок губернії — і Уда. З правих приток Ангари найвідоміші: Ушаковка (65 км), Куди (180 км), Янда (150 км), Ілім (400 км) і Ката (215 км). Підкам'яна Тунгуска, що впадає справа в річку Єнісей, належала до Іркутської губернії тільки своїми витоками, а Нижня Тунгуска зрошувала губернію протягом 700 км, приймаючи досить значний притоку — річку Нену (160 км).
Лена, беручи початок приблизно в 20 км від Байкалу, з північно-західних схилів Прибайкальскіх гір, зрошувала губернію протягом 1700 км; течія її досить тиха, і вона стає сплавною річкою від села (нині селища міського типу) Качуг, що лежить у 210 км від її витоків; тут вона має 65 м ширини і до 2 м глибини; у Усть-Кути (нині місто Усть-Кут) ширина річки Лени сягає до 500 м, а у Вітімі до 1 км. По річці Лені було згруповано осіле населення Верхоленського і Киренського повітів. З правих найбільших приток Лени відомі: Кіренга (530 км), Чаю (255 км), Чуя (340 км) і Вітім. З лівих приток Лени найбільші: Куленга (130 км), Ілга (215 км), Кута (300 км), Паладій (320 км) і Нюя (400 км).

## Клімат
Клімат Іркутської губернії, що лежить поодаль від моря, високо над поверхнею океану, покритої древніми лісами, континентальний, зі значною річною амплітудою коливання температури і тривалими холодами. Найтеплішими були місця, що лежать поблизу Іркутська.ю Місця, що знаходяться біля озера Байкал, внаслідок охолоджуючої дії вод його басейну мали менш теплий клімат. Абсолютна найменша температура в січні падала до -56 °С, а максимум в червні 42,5 °С, різниця в 98 °С. Перші морози і сніг з'являлися в кінці серпня, а іноді — у кінці липня. Середня річна кількість опадів в долинах Іркутської губернії досягало до 380 см, а в горах ще більше; найсухішими порами року були зима і весна, а з місяців — березень, з випаданням вологи в 10 мм. Найбільше випадає вологи влітку — в липні, всередньому 72 мм; але були роки, коли кількість опадів в липні доходила до 180 мм, обумовлюючи сильні розливи річок і підвищення рівня води в Байкалі. Незначна кількість опадів взимку обумовлюється слабкою хмарністю при постійному штилі внаслідок переваги антициклону. Переважним напрямком вітру взимку в південних частинах губернії був південно-східний, а влітку — північно-західний; число північних вітрів всюди збільшується від зими до літа, причому в північних частинах губернії західні вітри частіше бували в холодну пору року, а східні — в теплу.

## Флора
Рослинність різноманітна, особливо сильно розвинена — лісова: весь простір губернії, за винятком найбільших вершин (гольців) Саяна, Тункінських білків, які вкриті здебільшого первісним лісом (тайгою), що складається переважно з порід хвойних дерев: модрини, кедра, Ялини, ялиці, а з листяних : берези, осики, різних видів верби, місцями тополі бальзамічної (Тополя духм'яна), черемшини, глоду, а на півдні — яблуні. Дерева в північно-західній частині губернії, на Саянському хребті, з'являються у вигляді кволих деревець кедра і модрини, на висоті 1900 м, а в центральній частині, більш південній, на висоті 2000 м над рівнем моря: вниз же за течією річок, з пониженням висоти гір, хвойні ліси стають більш густими, з'являються листв'яні породи, і ліс покриває собою суцільно всі скати гір і річкові долини.
У лісах дерева вкриті масою лишайників і мохів, що висять патлами на їх гілках, і не тільки на низьких місцях, а й на передгір'ях в густих лісах, на сирому ґрунті, всюди сильно поширені — лишайники, мохи, гриби, папороті, хвощ і плавуни.
З рослин слід згадати про чагарники, які зустрічаються в Саянах — верблюжий хвіст і Обліпиха крушиновидна.
Крім лісів, в губернії розвинена рослинність альпійського поясу, вапняних скель і  круч, солонців і степів, а в прібайкальских місцях трапляються вже рослини, що належать флорі Далекого Сходу.

## Фауна
У царстві тварин представляється велика різноманітність, особливо лісових. З хижих борсук, росомаха, бурий ведмідь, соболь, горностай, видра, вовк,  лисиця, рись; з гризунів: летяга, білка, бурундук, еврашкі, заєць та ін .; з парнокопитних — кабан; з жуйних: кабарга, козуля, Ізюбр, лось (лось) і північний олень. У Байкалі водиться особливий рід тюленя — нерпа (Phoca baicalensis). З комах відзначимо лише особливий шкідливий рід кобили (Gomphocerus sibirica), сильно розмножується в сухі роки, винищуючи посіви і лугові трави.

## Адміністративний поділ
В адміністративному відношенні Іркутська губернія розділена з 1857 року на 5 округів: Іркутський, Балаганський, Нижньоудинський, Верхоленський і Киренський, в яких значиться 18 ділянок (станів), 45 волостей, 40 інородческіх відомств і одне окреме сільське суспільство. Все населення губернії, з 4 окружними містами, 1 позаштатним і 1 губернським, у 1892 році досягало до 465 428 осіб, у тому числі 249 151 чоловіків і 216 277 жінок. Більшість селянських поселень знаходилось по берегах річок Ангари, Олени та деяких їх притоках, а також по Московському тракту. Великих сіл було мало, і вони розташовувались по поштовому тракту; мали понад 500 господарств налічується лише сім.
В кінці XIX сторіччя до складу губернії входило 5 округів (з 1898 року — повітів):
| № | повіт           | центр                     | Площа, верст ² | Населення , чол. (1897) |
| - | --------------- | ------------------------- | -------------- | ----------------------- |
| 1 | Балаганський    | Балаганськ (1314 чол.)    | 37 315,1       | 145 691                 |
| 2 | Верхоленський   | Верхоленськ (1 354 чол.)  | 65 667,3       | 69 103                  |
| 3 | Іркутський      | Іркутськ (51 473 чол.)    | 68 594,0       | 63 099                  |
| 4 | Кіренський      | Кіренськ (2280 чол.)      | 359 798,2      | 55 456                  |
| 5 | Нижньоудинський | Нижньоудинськ (5752 чол.) | 106 823,6      | 80 918                  |

## Населення
Щільність населення незначна; величезний простір (до 90 % губернії) не було помежовано і він не перебував в чиєму-небудь володінні. У найнаселенішому Балаганському окрузі на 1 км² доводиться 3,7 особи сільського населення, в найменш заселеному, Киренському — 0,11 особи, у всій губернії — 0,62 особи. У трьох більш населених повітах на одне господарство припадає 5,6 осіб, а працівників — 1,3. На 100 чоловіків припадає 97,7 жінок. Бурятів осілих і кочових — 117811, тунгусів — 1654, карагасів — 431; в іншому населенні переважає москальський елемент; поміж засланців багато поляків, євреїв, татар. Населення губернії, складається з суміші інородців, переселенців і засланців з різних місцевостей Російської імперії, утворило особливий місцевий тип — сибіряка, з особливою місцевою говіркою. Найбільша частина населення середнього зросту, а саме 71 %; високого — 12 %, низького — 17 %. Досить сильно поширений зоб з його супутниками — кретинізмом і глухонімота.
У 1892 році в Іркутській губернії укладено шлюбів 4736, народилося 20 895 (10 722 ч. і 10 173 ж.), Померло 16 710 (9093 чоловічої, 7617 жіночої статі). Відсоток народжених: у православному населенні — 4,9 %, а в язицтві — 3,6 %; смертність у православних — 3,9 %, у язичників — 3,2 %. Природний приріст населення — 1,07 %, дійсний — 1,33 %; різницю падає на імміграцію.
У 1890 році значилося:

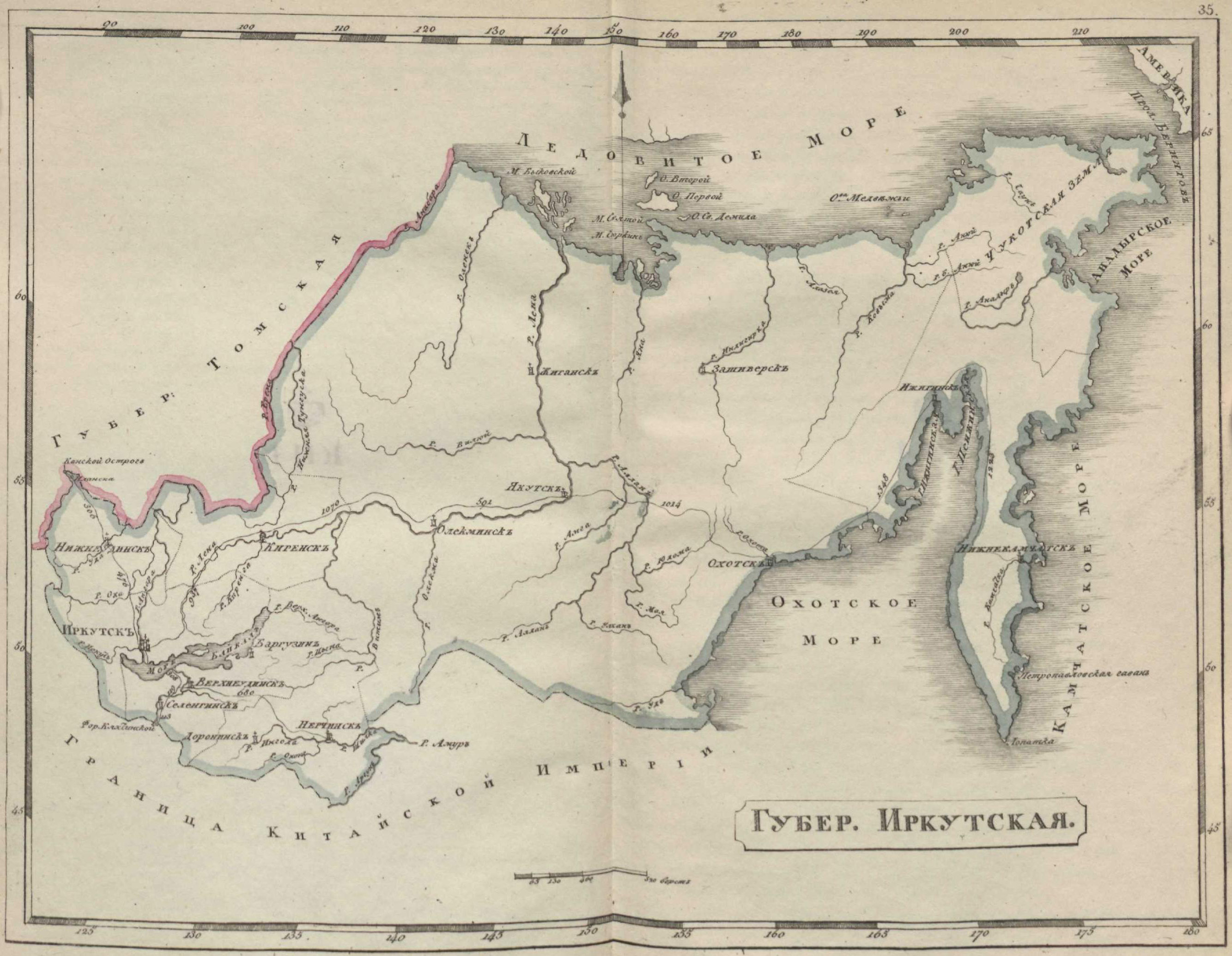
Карта Іркутської губернії в 1808 році

- Дворян спадкових і особистих — 4441,
- Духовенства православного білого — 1880,
- Духовенства православного в монахах — 87,
- Духовенства католицького — 2,
- Духовенства лютеранського — 1,
- Духовенства Єврейського — 1,
- Духовенства Ламайского — 10,
- Духовенства Магометанского — 9;
- Почесних громадян спадкових і особистих — 1368,
- Купців — 1 623,
- Міщан — 27 111,
- Цехових — 2 983,
- Селян усіх найменувань — 223812,
- Регулярних військ — 2546,
- Перебувають в запасі, відставних нижніх чинів, солдатських дружин і дітей — 18039,
- Козаків — 5230,
- Інородців осілих — 14 178,
- Кочових — 103 633,
- Бродячих — 2 085,
- Іноземних підданих — 68,
- Засланців і оселних робітників — 29 218,
- Політичних засланців — 619,
- Поселенців каторжників — 5 441,
- Осіб, які не належать до зазначених верств — 482.

У 1892 році значилося православних 372 456, розкольників різних сект — 382 (найбільше суботників у сел. Зимі, Балаганськ пов.), католиків — 3485, вірмено-грігоріан — 86, протестантів — 569, магометан — 2843 , євреїв — 6315, ламаітів — 14 210, шаманство — 64 945, в період з 1872 по 1881 Ѫрік православ'я прийняло 16 704 осіб (переважно буряти).
У губернії, не рахуючи міст, було 223 церкви, 2 монастирі, 216 каплиць, 2 мечеті, 2 дацану і 5 молитовних будинків.
Національний склад в 1897 році:
| Округ             | Москалі | Буряти | Євреї  | Татари | Якути  | Українці | Евенки(тунгуси) | Поляки |
| ----------------- | ------- | ------ | ------ | ------ | ------ | -------- | --------------- | ------ |
| Губернія в цілому | 73,1 %  | 21,2 % | 1,4 %  | 1,4 %  | 0,53 % | 0.42 %   | …               | 0,75   |
| Балаганський      | 60,8 %  | 35,6 % | 0,65 % | 1,2 %  | …      | 0.48 %   | …               | 0,57 % |
| Верхоленський     | 59,8 %  | 35,6 % | 1,0 %  | 1,2 %  | …      | 0,24 %   | …               | 0,37 % |
| Іркутський        | 75,5 %  | 18,9 % | 2,3 %  | 1,2 %  | …      | 0,29 %   | …               | 0.94 % |
| Кіренський        | 88,7 %  | …      | 1,7 %  | …      | 4,9 %  | 0,14 %   | 2,3 %           | 0,17 % |
| Нижньоудинський   | 91,3 %  | 1,9 %  | 0,87 % | 2,4 %  | …      | 0,71 %   | …               | 1,14 % |

## Податки і збори
У 1892 р. по всіх окладних поборів підлягало до стягнення 1 112 098 руб., з яких залишилося в недостачі 450 149 руб. Головним чином недостача приходить на засланців, які володіли найменшою платіжною силою. Неокладних поборів залишалося в недостачі 561 977 руб., на сплату якої надійшло всього лише 43 153 руб. Казенні платежі, мирські витрати і натуральна повинність трьох повітів, Іркутського, Балаганського та Нижньоудинського, становили разом 1 294 723 руб. (1887 р), з яких на частку селян падає 914 721 руб., а інородців — 380 002 руб. На одного робітника припадає від 24 до 30 руб., а на особу — від 10 до 13 руб. Мирські доходи сягали лише до 94 143 руб., в тому числі у селян — 87 506 руб., у інородців — 6 637 руб. З натуральних повинностей вартість дорожнього побору становила до 560 000 руб., підводного — до 300 000 руб. З казенних надходжень в 1892 р. найбільше дали: акцизний побір — 1 910 794 руб. і митний — 7 263 884 руб.

## Освіта, медицина, благодійність
Народна освіта, за винятком губернського міста, була розвинута слабко: в 1892 році було 427 навчальних закладів, учнів — 11 112, в тому числі чоловічої статі 8 056, або 72,5 %, і жіночої статі 3 056, або 27,5 %. До всього населення губернії учні складали 2,1 %, до населення міст — 7,7 %, повітів — 1,2 %; до дітей шкільного віку в містах — 46,3 %, в повітах — 7,2 %, у всій губернії — 12,2 %. Сільських училищ значилося 366, в тому числі шкіл грамотності — 223, церковно-парафіяльних — 74, шкіл міністерства народної освіти: парафіяльних — 63 і двокласних — 6. Крім того, в селах було багато домашніх шкіл з викладачами-поселенцями; в трьох
повітах таких шкіл було 107, з числом учнів до 1 020.
У губернії було 13 лікарень (на 664 ліжок), 3 етапних лазарети, 15 прийомних покоїв (72 кр.), 4 лазарети при заводах і фабриках, 5 аптек (з них дві сільські), 37 лікарів, 4 жінки-лікаря, 66 фельдшерів, 21 повитуха.
Благодійність, за винятком Іркутська, розвинена слабо; в селах всього 8 богоділень, в які відвідувало 66 чоловік; крім того, було 4 приватні богодільні і до 9 будинків, в яких старезні і каліки знаходять собі дах над головою, на харчі ж просили милостиню.

## Економіка

### Землеробство
Головне заняття жителів — землеробство, яким не займаються тільки Ольхінські буряти і алагуївські пологи капсальского відомства, а також тунгуси і карагаси. Вся північ губернії, тобто більша частина Киренського повіту і північно-східна частина Нижньоудинська, а також весь скелястий західний берег Байкалу, були зараховані до нехлібородної смуги; потім меншу хлібородність мають західні і південно-західні частини губернії, починаючи від р. Уди до західних кордонів губернії. Центр і південна частина хлібородні: ґрунт тут дуже жирний і не вимагає добрива; але на півдні заселена лише долина Іркут. Найпоширеніші в Іркутській губернії ґрунти — суглинні, переважно червоні, потім — сірі і як виняток — білі, перші залягають на більш високих місцях і по схилах гір, причому лісовий суглинок, що залягає на більш високих місцях, для обробки підходить краще степового. Цього роду ґрунти при глибині в 3-4 вершка для обробки важкі, але на них добре родить пшениця. Друге місце належить — чорним землям, що діляться на міцні і легкі; останні поділяються на степові і на так звані пихуни або Бузуна (буховіна). Ґрунт цей лежить нижче червоних суглинків, здебільшого на дні долин (міжгірських долин), багатший перегноєм; глибина його від декількох вершків до аршину. В степах чорні (легкі) ґрунту містять менше перегною, ніж бузна, й швидко втрачають свою продуктивність і вимагають довгого відпочинку, так що після зняття 3-ох або 5-ох хлібів залишаються на пару до 15 років і непридатні до озими. Бузна, що лежить в низьких місцях, там де були болота, вважається найгіршим ґрунтом, до нього наближаються тундрові ґрунти, що знаходяться біля боліт і калтусів. Нарешті, найпоширеніші в губернії піщані ґрунти і супіски різних аспектів, з якими поруч зустрічаються іноді і мулкуваті ґрунту. Ці ґрунти малопридатні для посівів; ще менш придатні для хліборобства мулкуваті ґрунту, зустрічаються з супесями і солонцями, що вимагають добрива, яке, за винятком Киренського повіту і деяких великих сіл, ніде не вживається, а виснажена рілля звичай кидається під пар на десятки років. Хоча місцеві умови укладають всі дані до розвитку трипільної сівозміни, але більша частина — 8/9 — оброблюваної площі експлуатується за допомогою двухпільної системи спільно з паром, причому поле засівається протягом декількох років поспіль, до повного виснаження (до 15 років), або зовсім забувається, замінюючись новим, для чого служить підсіка. Землі під посівом в 1892 р. було всього 348 400 десятин; з цього числа на Балаганський повіт припадає 39,8 %, Іркутська губернія — 22 %, Верхоленський — 16,1 %, Нижньоудинський — 14,6 %, Киренський — 7,5 %.
Повсюдно розводять картоплю, коноплю; менш поширені посіви гречки, гороху і проса. На якість врожаю, крім якості ґрунту, впливає висота поля, так як на більш низьких місцях посіви часто страждають від заморозків; далі ступінь захисту від вітрів, напрямок похилу поля — на північ чи південь, присутність гірських трав — осоту.
Городництво має промисловий характер тільки в селах, що лежать поблизу м. Іркутська, і у інших містечках де є більш значний попит. У селищі Олександрівському овочі вважаються кращими в губернії; селище Галумет вирощує чудову цибулю; в селищі Більському розвинене хмелярство з продажем щорічно до 40 000 пудів хмелю. Тютюн вирощують в городах, переважно в Іркутському окрузі, де в 1892 р зібрано з 154,5 дес. до 21 595 пудів. Конопля для продажу насіння вирощується в селах, найближчих до губернського міста. Інородці майже не займаються городництвом.

### Скотарство
Після землеробства найрозвинутіше скотарство, цьому сприяють великі степи в центральній частині губернії, де буряти займаються скотарством як промислом; але здебільшого воно служить тільки для підтримки землеробства. Більше всього худоби розводиться в Балаганському повіті і в Тункінській улоговині Іркутського округу; але скотарство не відповідає потребам населення, а тому частина худоби щорічно приганяють — до Іркутська і золотих промислів — з Забайкалля, Монголії і навіть з Томська. Місцева худоба малоросла, корови дають мало молока; коні відрізняються рідкісною витривалістю. Всього в губернії, за винятком міст, (в 1892 р) значилося: коней — 292 111, рогатої худоби — 380 336, овець — 356 408, кіз — 51 112, свиней — 88 572, оленів — 3 930, верблюдів — 210.

### Полювання
Полювання складає виняткове заняття тунгусів і карагасів; з слов'янського населення промислом звіролова займаються жителі сіл, що лежать в глибокій тайзі, або в гірських місцевостях, або в долинах Тунгуски, Іліму, Киренги і інших річок. Промишляють головним чином вивірку й інших хутрових звірів, добуваючи їх рушницею, плашками, ямами тощо Ведмедів і вовків б'ють тільки випадково, при полюванні на інших звірів. З птахів предметом промислу служать рябчики, тетереви і водяні птахи. З впольованого в продаж йшли шкури хутрових звірів, мускус, панти (молоді роги ізюбра), що продавалися за 100—200 руб. поштучно або на вагу від 6 до 12 руб. за фунт. У 1888 році в 3 округах (Іркутському, Балаганському і Нижньоудинському) займалося полюванням 4 822 особи, якими здобуто звіра на суму 122 246 руб.

### Рибальство
Рибний промисл обумовлювався близькістю селищ до річок Ангара і Лена, а головним чином до озера Байкал, на якому щорічно виловом риби займається до 1500 осіб. На Байкалі предметом промислу служить лов байкальського омуля, харіуса байкальського, а в річках видобувається сиг, ленок, таймень, харіус ангарський, зрідка осетер і інша риба. На Байкалі в 1892 році видобуто в літній лов 707 бочок омуля, в кожній від 800 до 1000 шт., а в осінній лов — 785 бочок; ікри 57 бочок, жиру 201 пуд, всього на суму 66 000 руб. Найнято на рибний промисел 1 171 робітників (1 020 чоловіків і 151 жінка), на 9 судах, з 50 неводами. Крім того, ольхонськими бурятами у Малого моря добуто 905 бочок риби, 173 пудів риб'ячого і 591 пудів нерп'ячого жиру.

### Ремісництво
Кустарне виробництво було розвинене в губернії слабо і служило переважно підмогою в домашньому господарстві, як, наприклад, бондарство, виготовлення возів, коліс і інших виробів з дерева, плетіння неводів і рибацьких сіток, лагодження мотузок, приготування з вовни і волосся грубого сукна (тар), підстилок, в'язання вовняних панчіх і рукавиць, вироблення хутра і шкіри, добування живиці або сірки — для жування (місцевий звичай). Сюди ж можна віднести вуглярство, смолокурення, добуток дьогтю, збір кедрових горіхів. Ковальський промисел, глечикове виробництво і цегляний промисел поширені по всій губернії.

### Відхожі промисли
Набагато важливішу позицію в економічному побуті населення займали відхожі промисли, люди наймалися в золоті копальні, в візництво, для сплаву судів і їх побудови, а також для поштових перевезень.
Візницьким промислом головним чином займалося населення Іркутського, Балаганського і особливо Нижньоудинського повітів; візництво викликало збільшення збуту місцевих продуктів і змісту заїжджих дворів, яких по Московському тракту налічувалося до 587. З міста Іркутська тільки чаю щорічно відправлялося 48 256 возів (290 446 місць, або близько 1 млн пудів), а всіх возів з товарами через Іркутськ проходило близько 75 000; доставка товарів коштувала близько 3 500 000 млн руб.
В Верхоленському і Кіренському повітах візницький промисел мав менше значення; важливішою були поштові перевезення, що доставляли в населенню Кіренського повіут валовий дохід в 500 000 руб.
В останніх двох округах населення знаходить собі значний заробіток в будівництві судів, їх навантаженні і сплаві. Суднобудування головним чином проводиться в Верхоленскому повіті, в селах, розташованих по річках Ілге, Олена і Тутуре; тут в середньому будувалося до 690 судів — барок, полубарок, паузки, карбасвв, човнів, на суму до 100 000 руб., причому суднобудуванням зайнято було до 1 300 осіб. З усіх 7 пристаней Верхоленского повіту було сплавлено на цих судах хліба і товарів в 1892 році 1 191 000 пудів, на суму 3 942 950 крб.
Жителі Кіренського повіту займаються також доставкою сіна на золоті промисли, заробляючи цим щорічно до 180 000 руб.

### Промисловість
Незважаючи на віддаленість Іркутської губернії від промислових центрів Російської імперії і на дорожнечу перевезення (до 9 руб. З пуду), фабрична і заводська промисловість розвинена слабо і далеко не задовольняє місцевий попит; до того ж продукти місцевого виробництва якість мають нижчу ніж у привезених (наприклад, залізо, скло, сукно, порцеляновий і скляний посуд). Заводів і фабрик в губернії було 116, з яких в 1892 р не діяло 10; робітників було 2 235; виробів виготовлено на 2 027 210 руб. Велика частина фабрик і заводів знаходиться в м. Іркутську — 60, і в Іркутському окрузі — 36. З заводів найбільше шкіряних — 24 (1 з них не діяв), з 117 робітниками і виробництвом на 254 464 руб., Потім цегляних — 14, з 96 робітниками і виробництвом на 25 810 руб. За сумою виробництва перше місце належить 10 винокурним заводам (з них 3 не діяли) при 213 робітниках, з виробництвом на 318 394 руб. Дві суконні фабрики (1з них не діяла), при 105 робітниках, з виробництвом на 61 438 руб.; 1 металургійний завод, з 667 робітниками і виробництвом на 254 491 руб.; 2 фарфоро-фаянсові фабрики, при 210 робітниках, з виробництвом на 206 800 руб.; 4 солеварні, з 250 робітниками і виробництвом на 170 929 руб.; 4 скляних заводи (2 з них не діяло), при 84 робітниках, з виробництвом на 68 813 руб.

## Торгівля
Торгових документів, свідчень і квитків в 1893 р по Іркутській губернії було 5 495. Торгівля була досить сильно розвинена, чому дуже сприяє транзитний шлях, який перетинає губернію, хоча перевезення чаю в останні роки сильно скоротилася внаслідок транспортування їх морем і поліпшення місцевих водних шляхів. Чимало сприяє розвитку торгівлі значний збут місцевого хліба на золоті промисли, особливо в Якутську область. Привезені товари, закуповуються головним чином на Нижегородській та Ірбітській ярмарках і в Томську. Місцева промисловість експортувала хліб, спиру, пиво, шкіру, залізо, скло, сукно, тютюн і порцелянові вироби, в Якутську і Забайкальську області і частково в Єнисейську губернію. Сільські товари знаходять збут на щоденних або недільних базарах в містах і в більш багатолюдних селах, а також на деяких ярмарках, з яких за сумою оборотів найбільш значні, крім Іркутської, 5 ярмарок в верхоленскому повіті і 2 в Киренському.

## Транспорт
Головні торгові шляхи в Іркутській губернії — сухопутні. Московський, або Великий Сибірський, тракт прорізає губернію по всій її ширині з заходу на схід; продовженням йому слугує Навколобайкальський тракт, по якому йде рух товарів навесні і восени, під час припинення сполучення через Байкал. Другий тракт, Якутський поштовий, від м. Іркутська йде сухим шляхом до станції Жігаловського, а звідти водою до Якутська по р. Лені, по якій з 1862 року ходили пароплави, що піднімалися здебільшого тільки до Усть-Кути. Від Іркутська по правому березі р. Ангари йшов Заангарський тракт,повз міста Балаганськ, до сіл. Усть-Уди; до нього долучається Осинський тракт. В Нижньоудинському повіті — дві гілки, що йдуть від Московського тракту, і дорога, що веде до Шелашніковського тракту, прокладеного до Ніжнеслободської пристані на р. Ілге; остання дорога дуже важлива для перевезення хліба, який призначався для сплаву по р. Лені. Інший шлях на р. Лену веде від сіл. Тулуна по річках Ії і Оке до сіл Б. Мамирського на Ангарі, звідси повертає на р. Ілім через Ілімський волок, а потім на р. Усть-Куту, що впадає в р. Лену. Тункинський тракт веде до Монголії по долині р. Іркут. Водяне сполучення проводиться головним чином по річках Лені і Ангарі; нормальному шляху по останній перешкоджають пороги, але пароплави безперешкодно піднімаються протягом 600 верст. до сіл Братського Острогу. У 1885 р. Сибірякову А. М. дано дозвіл на рпобудову в порожистих частинах Ангари Туерного пароплавства і буксування від с. Братського до м. Єнисейська. По озеру Байкалу відбувалося дость діяльне пароплавне сполучення з Забайкаллям шістьма пароплавами, що належали Кяхтінскому товариству; крім того, по озеру ходить ще одне парове судно, що належить рибопромисловій фірмі.

## Історія

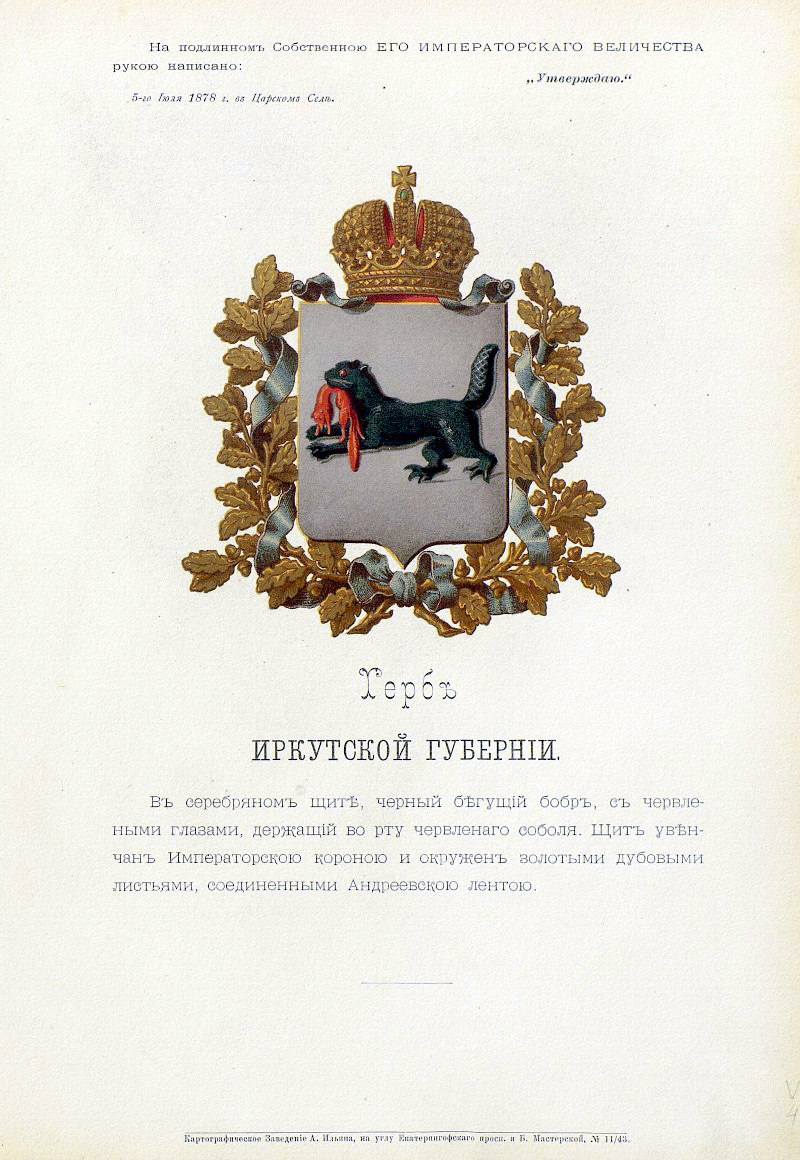
Герб губернії з відомим описом бабра, який був затверджений Олександром II (1878)

Археологічні дослідження останніх років розкрили існування в Іркутській губернії, в долинах р. Ангари і її притоках людей кам'яної доби, сучасників мамута і допотопного бика: в різних місцях знайдено зброю, прикраси і знаряддя кам'яного періоду. У цих же місцях знайдено також чимало речей, що стосуються періодів знайомства людини з металом; але нічого не відомо про племена, які залишили по собі ці пам'ятки.
Найраніша історична звістка про місцеве населення приангарського краю відноситься до кінця XII ст., Тобто до часу заняття цих місць бурятами. На час появи москалів на берегах р. Ангари буряти були вже тут найчисельнішим і найсильнішим племенем; там жили і тунгуси.
В 1628 році в середній течії Ангари виник перший на цій річці острог — Рибінський. В 1630 році засноване Ілімське зимовище, на волоку, який вів на р. Лену, а на останній Нікольський цвинтар, перейменований в 1655 оцір в Киренський острог. В 1652 році закладено Іркутське ясачне зимовище, а в 1654 році закладений в самому центрі бурятських кочівель Балаганський острог. Тункінський край захоплений лише в 1709 році, при будівництві Тункінського острогу.
В 1719 році утворена Іркутська провінція, в 1764 році Іркутська губернія, в 1822 році Східно-Сибірське генерал-губернаторство (з 1887  Іркутське генерал-губернаторство). Тільки з 1851 року, з часу відокремлення Забайкальської області, Іркутська губернія отримала свої кінцеві кордонах.
Заселення краю проводилося спочатку або переселенням з європейської частини імперії селян і служивих людей за призначенням уряду, або добровільним переселенням селян. У перший час охочих до переселення було небагато: в 1648 році добровільно оселилися селяни під верхоленскіх острогом, в 1653 році поселено було 60 сімей близько Балаганська, в 1697, в різних місцях, 500 сімей хліборобів з Верхотур'я і т. д.
Заселенню краю чимало заважали тимчасові заходи проти добровільного переселення, наприклад укази 1743 і 1846 років. Головним чином заселення Іркутської губернії відбувалося за рахунок засланців.
Значна частина поселенців (засланців) постійно знаходилася, поза межами губернії: або на золотих копальнях, або невідомо де. Чималий контингент переселенців склали штрафні солдати, військовополонені, а особливо польські повстанці 1830–1831 і 1863 років: в 1866 році в Сибіру налічувалося до 18 000 засланих поляків.

## Керівництво губернії

### Генерал-губернатори
| П. І. Пб.                 | Титул, чин, звання | Час на посаді |
| ------------------------- | ------------------ | ------------- |
| Якоби Іван Варфоломейович | генерал-поручик    | 1783—1787     |
| Піль Іван Алферьйович     | генерал-поручик    | 1787—1793     |

### Іркутські військові губернатори
| П. І. Пб.                    | Титул, чин, звання     | Час на посаді |
| ---------------------------- | ---------------------- | ------------- |
| Трейден Христофор Андрійович | генерал-лейтенант      | 1797—1798     |
| Леццано Борис Борисович      | генерал від інфантерії | 1798—1800     |
| Лебедєв Миколай Петрович     | генерал-лейтенант      | 1800—1803     |

### Генерал-губернатори Сибіру
| П. І. Пб.                      | Титул, чин, звання     | Час на посаді      |
| ------------------------------ | ---------------------- | ------------------ |
| Сєліфонтов Іван Осипович       | дійсний таємний радник | 23.05.1803—06.1806 |
| Пестель Іван Борисович         | таємний радник         | 06.1806—22.03.1819 |
| Сперанський Михайло Михайлович | таємний радник         | 22.03.1819—1822    |

### Губернатори
| П. І. Пб.                | Титул, чин, звання | Час на посаді |
| ------------------------ | ------------------ | ------------- |
| Фрауендорф Карл Львович  | генерал-майор      | 1765—1767     |
| Бриль Адам Іванович      | генерал-поручик    | 1767—1776     |
| Нємцов Федір Глебович    | бригадир           | 1776—1779     |
| Клічка Франц Миколайович | генерал-майор      | 1779—1783     |

### Правителі намістництва
| П. І. Пб.                   | Титул, чин, звання | Час на посаді   |
| --------------------------- | ------------------ | --------------- |
| Ламб Іван Варфоломійович    | генерал-майор      | 1783—1786       |
| Арсеньєв Михайло Михайлович | генерал-майор      | 1786—1791       |
| Нагель Ларіон Тимофійович   | генерал-майор      | 1791—13.12.1797 |

### Губернатори
| П. І. Пб.                        | Титул, чин, звання                                           | Час на посаді                               |
| -------------------------------- | ------------------------------------------------------------ | ------------------------------------------- |
| Аршенєвский Петро Яковлевич      | таємний радник                                               | 05.09.1798—25.09.1798                       |
| Толстой Олексій Іванович         | дійсний статський радник                                     | 25.09.1798—1802                             |
| Рєпьєв Іван Миколайович          | дійсний статський радник                                     | 1802—1804                                   |
| Картвєлін Миколай Петрович       | дійсний статський радник                                     | 1804—1805                                   |
| Корнілов Олексій Михайлович      | дійсний статський радник                                     | 1805—1806                                   |
| Трєскін Миколай Іванович         | дійсний статський радник                                     | 1806—1819                                   |
| Зєркалєєв Іван Семенович         | дійсний статський радник, віце-губернатор, В. О. губернатора | 1819—1821                                   |
| Цейдлер Іван Богданович          | ддійсний статський радник                                    | 25.06.1821—29.06.1835                       |
| Євсєвьєв Олександр Миколайович   | дійсний статський радник                                     | 29.06.1835—11.03.1838                       |
| Льовшин Олексій Іраклійович      | дійсний статський радник                                     | 11.03.1838—26.01.1839                       |
| Пятніцкій Андрій Васильйович     | дійсний статський радник                                     | 26.01.1839—10.05.1848                       |
| Зарін Володимир Миколайович      | дійсний статський радник                                     | 10.05.1848—29.06.1851                       |
| Вєнцєль Карл-Бургард Карлович    | генерал-лейтенант                                            | 03.07.1851—14.12.1859                       |
| Ізвольский Петро Олександрович   | дійсний статський радник                                     | 18.12.1859—23.03.1862                       |
| Щербатський Миколай Федорович    | генерал-майор                                                | 23.03.1862—13.01.1864                       |
| Шелашніков Костянтин Миколайович | генерал-майор                                                | 23.01.1864—20.04.1880                       |
| Педашенко Іван Костянтинович     | генерал-лейтенант                                            | 20.04.1880—17.05.1882                       |
| Носовіч Сергій Іванович          | генерал-майор                                                | 17.05.1882—09.02.1886                       |
| Коленко Володимир Захарович      | дійсний статський радник                                     | 06.03.1886—12.05.1889                       |
| Светлицкий Костянтин Миколайович | генерал-майор                                                | 12.05.1889—24.01.1897                       |
| Моллєріус Іван Петрович          | дійсний статський радник (таємний радник)                    | 01.02.1897—18.02.1905 21.01.1906—18.02.1908 |
| Гран Петро Карлович              | дійсний статський радник                                     | 12.05.1908—28.02.1911                       |
| Бантиш Федір Олександрович       | дійсний статський радник                                     | 28.02.1911—1913                             |
| Юган Олександр Миколайович       | ддійсний статський радник                                    | 1913—1917                                   |

### Віце-губернатори
| П. І. Пб.                     | Титул, чин, звання                        | Час на посаді         |
| ----------------------------- | ----------------------------------------- | --------------------- |
| Сумароков Филип Олександрович | надвірний радник, 1-й товариш губернатора | 1764—1766             |
| Ветлицкий Василь Васильйович  | майор, 2-й товариш губернатора            | 1764—1771             |
| Пантусов Денис Іванович       | колезький радник, 1-й товариш губернатора | 1766—1771             |
| Соловьйов Іван Осипович       | барон, полковник, 1-й товариш губернатора | 1771—1772             |
| Соболєв Дмитро Костянтинович  | надвірний радник, 2-й товариш губернатора | 1771—1775             |
| Бестужєв Василій Семенович    | колезький радник, 1-й товариш губернатора | 1773—1775             |
| Юний Олександр Олександрович  | полковник, 1-й товариш губернатора        | 1775—1782             |
| Бестужєв Василій Семенович    | колезький радник, 2-й товариш губернатора | 1775—1778             |
| Палібін Матвій Трофимович     | підполковник, 2-й товариш губернатора     | 1778—1782             |
| Цеддельман Олександр Юрійович | генерал-майор                             | 1778—1784             |
| Чулков Василій Васильйович    | бригадир                                  | 1784—1785             |
| Бурцов Євтіфій Євтіфійович    | колезький радник                          | 1785—1789             |
| Михайлов Андрій Сидорович     | колезький радник                          | 1789—1793             |
| Похвіснєв Федір Іванович      | полковник, статський радник               | 1793—1797             |
| Крамарєнков                   | дійсний статський радник                  | 15.12.1798—18.01.1799 |
| Голощєпов Семен Кондратьйович | дійсний статський радник                  | 01.02.1799—1804       |
| Шишков Арсеній Антонович      | статський радник                          | 1804—1806             |
| Семівский Миколай Васильович  | колезький радник                          | 1806—1809             |
| Лєвіцкій Карп Іванович        | статський радник                          | 1809—1814             |
| Зєркалєєв Іван Семенович      | колезький радник(статський радник)        | 1814—1822             |

### Голови губернського правління
| П. І. Пб.                      | Титул, чин, звання       | Час на посаді         |
| ------------------------------ | ------------------------ | --------------------- |
| Крєстніков Миколай Васильович  | надвірний радник         | 1822—25.07.1823       |
| Горлов Миколай Петрович        | дійсний статський радник | 25.07.1823—25.07.1827 |
| Муравйов Олександр Миколайович | статський радник         | 11.07.1831—25.06.1832 |
| Кірілов Петро Іванович         | статський радник         | 25.06.1832—09.08.1838 |
| Падалка Василій Кирилович      | статський радник         | 17.03.1839—10.04.1845 |
| Карпінскій Олексей Михайлович  | статський радник         | 08.11.1846—18.02.1853 |
| Струве Бернгард Васильович     | статський радник         | 18.02.1853—20.12.1855 |
| Ізвольскій Петро Олександрович | статський радник         | 01.01.1858—18.12.1859 |
| Шелєхов Олексій Дмитрійович    | колезький радник         | 05.02.1860—05.02.1865 |
| Ерн Миколай Каспєрович         | дійсний статський радник | 08.02.1865—27.02.1875 |
| Ізмаілов Олексій Петрович      | дійсний статський радник | 04.06.1875—19.09.1879 |
| Гарф Едуард Єгорович           | статський радник         | 28.03.1880—15.03.1884 |
| Петров Василь Васильович       | статський радник         | 10.05.1884—13.11.1886 |
| Давидов Дмитрій Нікандрович    | статський радник         | 08.01.1887—24.01.1891 |
| Булатов Віктор Миколайович     | дійсний статський радник | 24.01.1891—12.10.1895 |

### Віце-губернатори
| П. І. Пб.                             | Титул, чин, звання                  | Час на посаді         |
| ------------------------------------- | ----------------------------------- | --------------------- |
| Булатов Віктор Миколайович            | дійсний статський радник            | 12.10.1895—12.07.1897 |
| Цехановскій Болеслав Павлович         | статський радник                    | 12.07.1897—21.09.1901 |
| Булатов Віктор Миколайович            | дійсний статський радник            | 11.12.1901—12.12.1903 |
| Мішин Володимир Олександрович         | колезький радник                    | 12.12.1903—05.08.1906 |
| Юган Олександр Миколайович            | колезький радник                    | 05.08.1906—31.12.1910 |
| Рімскій-Корсаков Олександр Сергійович | надвірний радник (колезький радник) | 24.01.1911—1914       |
| Ізмайлов Михайлл Іванович             | дійсний статський радник            | 1914—1917             |